# Рокитівці
Рокитівці (Рокитовець) (словац. Rokytovce) — село в Словаччині, Меджилабірському окрузі Пряшівського краю. Розташоване в північно-східній частині Словаччини недалеко кордону з Польщею, на автошляху Меджилабірці-Стропков.
Уперше згадується у 1437 році.

## Храми
У селі є греко-католицька церква святого Архангела Михайла з 1775 року в стилі бароко та православна церква святого Архангела Михайла з 20 століття у візантійському стилі.

## Населення
| Рік:            | 1994. | 2004.   | 2014.   | 2024. |
| --------------- | ----- | ------- | ------- | ----- |
| Кількість осіб: | 185   | 186     | 200     | 156   |
| Різниця:        |       | +0,54 % | +7,52 % | -22 % |

| Рік:            | 2023. | 2024.   |
| --------------- | ----- | ------- |
| Кількість осіб: | 158   | 156     |
| Різниця:        |       | -1,26 % |

В селі проживає 177 чол.
Національний склад населення (за даними останнього перепису населення — 2001 року):
- русини- 62,30 %
- словаки- 29,32 %
- українці- 7,33 %
- цигани (роми)- 0,52 %

Склад населення за приналежністю до релігії станом на 2001 рік:
- греко-католики- 46,07 %,
- православні- 41,36 %,
- римо-католики- 10,99 %,
- не вважають себе віруючими або не належать до жодної вищезгаданої церкви- 1,57 %

## Відомі люди
- Ковач Федір Миколайович (1931) – словацький і український письменник, літературознавець, перекладач.